# Jürgen Kraus (Kanute)

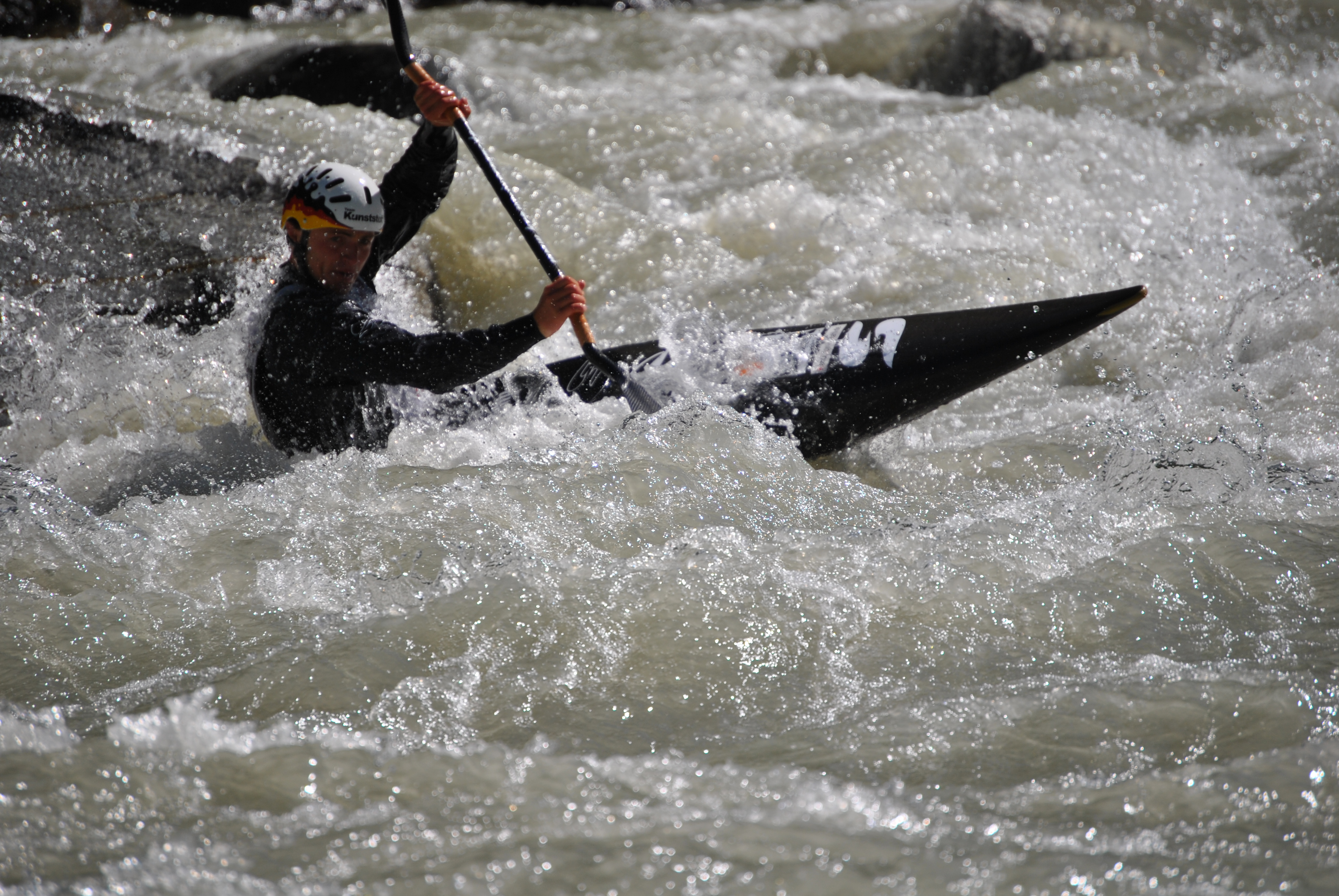
Jürgen Kraus (2011)

Jürgen Kraus (* 31. August 1987) ist ein deutscher Slalom-Kanute. Er startet im Kajak für den Verein Kanu Schwaben Augsburg (die Kanusportabteilung des TSV Schwaben Augsburg) und trainiert auf dem Augsburger Eiskanal.

## Leben
Kraus begann im Jahre 1999 mit dem Kanusport. Unter anderem gewann er mit der Mannschaft seines Vereins mehrmals den Titel des Deutschen Meisters im Einer-Kajak (3 x K1). Sein bisher größter Erfolg war der 2. Platz im Mannschaftswettbewerb bei der U23-Europameisterschaft im Jahre 2006 in Nottingham (Großbritannien) und 2009 in Liptovský Mikuláš (Slowakei). Im Jahre 2011 konnte er zudem als Mitglied des U23-Nationalteams am Weltcuprennen in L’Argentière-la-Bessée teilnehmen.
Kraus studierte von 2009 bis 2013 Wirtschaftsinformatik an der Hochschule Augsburg. Zuvor war er zwei Jahre Mitglied der Sportfördergruppe der Bundeswehr in Sonthofen. Zwischen 2013 und 2015 widmete sich Kraus dem Studium der Wirtschaftspädagogik und Wirtschaftsinformatik an der Otto-Friedrich-Universität in Bamberg.

## Erfolge
- Deutscher Junioren-Meister (K1-Mannschaft) (2004, 2005)
- Deutscher Mannschaftsmeister Leistungsklasse (K1) (2005, 2008, 2009, 2010, 2011, 2012)
- 5. Platz U23-Europameisterschaft (2008)
- 2. Platz Mannschaftswertung U23-Europameisterschaft (2006, 2009)
- 80. Platz Weltcup-Gesamtwertung 2011
- 14. Platz Junioren-Europameisterschaft 2004
- 30. Platz U23-Europameisterschaften 2009